# Сочински национални парк
Сочински национални парк (рус. Сочинский национальный парк) је један од националних паркова Русије, стациониран на Западном Кавказу у непосредној близини града Сочи, у јужној Русији. Овај парк је други најстарији национални парк у земљи, основан 5. маја 1983. године.

## Топографија
Сочински национални парк је површине 1.937.37 km² и заједно са Западним Кавказом налази се на листи светске баштине Унеска. Парк заузима велики предео града Сочи, простире се од границе са Туапсинским рејоном, између реке Шепси и Магри на северозападу, све до границе са Републиком Абхазијом, дуж реке Псоу на југоистоку и између Црног мора, све до вододелнице код Великог Кавказа.
У оквиру Сочински национални парк не налазе се урбана и сеоска насеља у његовој околини, као ни урбани део града Сочи. Са његове северне стране налази се Резерват природе Кавказ.

## Историја
Сочински национални парк други је настарији национални парк у Русији, а настао је 5. маја 1983. године. У националном парку се спроводи програм за обнову популације персијског леопарда у дивљини. Парк је добио две женке леопарда 2009. године из Туркменистана и два мужјака у мају 2010. године. Године 2013. у парку је по први пут у Русији пар персијског леопарда добио потомство 2013. године, после педесет година. Њихови потомци пуштени су на подручје Резервата природе Кавказ.

## Биљни и животињски свет
Парк обилује великим бројем биљних и животињских врста. По последњем попису у парку се налазе : шиљоухи вечерњак, мали мишоухи вечерњак, леопард, nyctalus lasiopterus, црна рода, орао кликташ, кавкаска дивља мачка, сиви соко, смук и многе друге.
Од биљних врста у парку су пописане : европска тиса, смоква, ковиље, црни граб, салеп и многе друге.

## Туризам
У оквиру националног парка отворен је велики број центара за еколошко образовање. Почетком 2005. године отворено је више од 49 рекреативних објеката, направљено 28 стаза и 10 паркиралишта.

## Галерија
- Дивокозе на падинама гребена Аибга
- Поглед на парк у пролеће
- Поглед на планину Дихра
- Ахштирска пећина у парку
- Река Мацеста